# Szlovén irodalom
A szlovén irodalom alatt a szlovén nyelvű irodalmi alkotásokat értik.

## A szlovén irodalom
A legrégibb szlovén nyelvemlék az ún. freisingi emlékek. A liturgikus tartalmú szöveg egy 10. századi kéziratban maradt fenn, és először Kopitar adta ki a Glagolita Clozianusban (Bécs, 1836). A freisingi emlékek után a reformáció koráig szinte minden irodalmi emlék elveszett. A krainai reformátor, Primož Trubar (1508–86) és társai munkásságának köszönhető, hogy a 16. században ismét szlovén nyelvű írások jelentek meg, így az első szlovén bibliafordítás (1584) és más egyházi, teológiai művek. Az ellenreformáció azonban megsemmisítette ezt is, így újabb szlovén irodalom csak a 18. század végétől bontakozott ki. Ennek első alkotása egy teljes katolikus bibliafordítás volt (Jurij Japelj és Blaž Kumerdej kiadásában, 1791–1802). Ezt követte Valentin Vodnik (1758–1819), majd a szlovén költészet valódi alapítójaként tekintett France Prešeren (1800–1849, összes költeményei Pesni Franceta Preserna, Laibach, 1866). A 19. század közepe óta a szlovén irodalom a nemzeti lét fellendülése miatt egyre élénkebb lett. A század végi szlovén költők között Fran Levstik (1831–1887), Matija Valjavec (1831–1897), és Josip Stritar (1836–1913) neve érdemel említést. A költői művek általában a laibachi Ljubljanski zvon című szépirodalmi lapban jelentek meg. A szlovén népdalok első gyűjteményét ugyanitt adták ki 1839 és 1844 között Slovenske pesni kranjskoga naroda címmel.

### Szlovén irodalom magyar nyelven
- A szlovén irodalom kistükre (szerk. Stanko Janez, Karig Sára), Európa Könyvkiadó, Budapest, 1973, 772 p
- Zágorec-Csuka Judit: A muravidéki és rábavidéki kortárs szlovén irodalom antológiája, Magyar–Szlovén Baráti Társaság, 2006, 205 p

### Szakirodalom
- Hasonlóságok és különbözőségek – magyar-szlovén irodalmi kapcsolatok (szerk. Fried István, Lukács István), Budapest, 1998, ISBN 9630359472, 321 p
- Dr. Prijatelj Iván: A szlovének irodalma, In: (szerk.) Heinrich Gusztáv: Egyetemes irodalomtörténet I–IV., Franklin-Társulat Magyar Irod. Intézet és Könyvnyomda, Budapest, 1903–1911, IV. kötet, 643–653. o.
- Szlovén irodalmi antológia I–IV. (szerk. Mladen Pavičić, Opera Slavica Budapestinensia – Litterae Slavicae sorozat), Balassi Kiadó, Budapest:
  - I. kötet: 2007, ISBN 9789634639329, 308 p
  - II. kötet: 2008, ISBN 9789634639978, 340 p
  - III. kötet: A 20. század második fele I., 2009, ISBN 9789635068012, 230 p
  - IV. kötet: A 20. század második fele II., 2010, ISBN 978-963-506-847-0, 318 p